# Michael Scott
Michael Scott là một trong những tác giả thành công nhất của Ireland. Ông là một chuyên gia có uy tín về thể loại thần thoại và văn hóa dân gian. Là bậc thầy về khả năng tưởng tượng, khoa học giả tưởng, kinh dị, và nghiên cứu về truyền thống lâu đời của cộng đồng, ông đã từng được tờ Irish Times tôn vinh là "Vua tưởng tượng trên Quần đảo".
Ông hiện đang viết bộ truyện Bí mật của Nicholas Flamel bất tử. Bộ truyện này được nhà xuất bản Delacorte Press phát hành trên thế giới. Riêng tại Việt Nam, Nhà xuất bản Trẻ độc quyền xuất bản và phát hành.